# Mysidia acidalioides
Mysidia acidalioides är en insektsart som beskrevs av Fowler 1900. Mysidia acidalioides ingår i släktet Mysidia och familjen Derbidae. Inga underarter finns listade i Catalogue of Life.